# Route 231 (Terre-Neuve-et-Labrador)
Pour les articles homonymes, voir Route 231.
La route 231 est une route tertiaire de la province de Terre-Neuve-et-Labrador, située dans l'est de l'île de Terre-Neuve, sur la péninsule de Bonavista. Elle est plus précisément située dans l'extrême sud de la péninsule, à l'est de Clarenville. Elle est une route faiblement empruntée, desservant l'île Random (Random Island, l'île aléatoire). Route alternative de la route 230A, elle mesure 33 kilomètres, est nommée Random Island Rd., Hefferton Causeway et Main Rd., et est une route asphaltée sur l'entièreté de en tracé.

## Tracé
La 231 débute à Milton, sur la route 230A, 6 kilomètres au nord de Clarenville. Elle commence par traverser le bras de mer Northwest sur le Hefferton Causeway, puis bifurque vers le sud-est-sud pour suivre la rive est du bras de mer, désormais sur l'île Random. Elle traverse quelques communautés le long du bras de mer en se dirigeant peu à peu vers l'est, puis elle traverse l'île pour rejoindre le bras de mer Smith. À Britannia, elle tourne vers l'ouest pour suivre le bras de mer sur 3 kilomètres. Elle se ermite alors qu'elle entre dans le village de Petley.

## Communautés traversées
- Milton
- Elliot's Cove
- Weybridge
- Lady Cove
- Robinson Bight
- Britannia
- Petley